# Тебульский жестовый язык
Тебульский жестовый язык (Tebul Sign Language) — деревенский жестовый язык, который распространён среди глухого населения и носителей языка тебуль-догон, которые проживают на территории деревни Улубан населённого пункта Дианкабу округа Коро области Мопти в Мали. Справочник Ethnologue указывает, что в 2007 году насчитывалось 500 человек. Письменности не имеет.